# Erie (Illinois)
Erie es una villa ubicada en el condado de Whiteside en el estado estadounidense de Illinois. En el Censo de 2010 tenía una población de 1602 habitantes y una densidad poblacional de 425,99 personas por km².

## Geografía
Erie se encuentra ubicada en las coordenadas 41°39′31″N 90°4′53″O / 41.65861, -90.08139. Según la Oficina del Censo de los Estados Unidos, Erie tiene una superficie total de 3.76 km², de la cual 3.74 km² corresponden a tierra firme y (0.62%) 0.02 km² es agua.

## Demografía
Según el censo de 2010, había 1602 personas residiendo en Erie. La densidad de población era de 425,99 hab./km². De los 1602 habitantes, Erie estaba compuesto por el 98.25% blancos, el 0.19% eran afroamericanos, el 0.12% eran amerindios, el 0.25% eran asiáticos, el 0% eran isleños del Pacífico, el 0% eran de otras razas y el 1.19% pertenecían a dos o más razas. Del total de la población el 1.12% eran hispanos o latinos de cualquier raza.